# Grand’Combe-Châteleu
Grand’Combe-Châteleu ist eine französische Gemeinde mit 1.507 Einwohnern (Stand: 1. Januar 2022) im Département Doubs in der Region Bourgogne-Franche-Comté.

## Geographie
Grand’Combe-Châteleu liegt auf 780 m, vier Kilometer südwestlich von Morteau und etwa 21 Kilometer nordöstlich der Stadt Pontarlier (Luftlinie). Das Dorf erstreckt sich im Jura, in der Talniederung des Théverot kurz vor seinem Eintritt in das Val de Morteau, einer breiten Talebene des Doubs, am Ostfuß des Mont de Grand’Combe, nahe der Grenze zur Schweiz. Das Gemeindegebiet gehört zum Regionalen Naturpark Doubs-Horloger.
Die Fläche des 21,46 km² großen Gemeindegebiets umfasst einen Abschnitt des französischen Juras. Die nördliche Grenze verläuft meist entlang dem Doubs. Dieser fließt zunächst durch den Taleinschnitt des Défilé du Coin de la Roche zwischen den Höhen von Mont de Grand’Combe und Mont Bobillier und erreicht nördlich von Grand’Combe-Châteleu die weite Talniederung des Val de Morteau, die früher ein ausgedehntes Moorgebiet darstellte. Der zentrale Teil des Gebietes wird von der Talsenke des Théverot eingenommen, die fast einen Kilometer breit ist und sich nach Nordosten zum Val de Morteau hin öffnet. Flankiert wird das Théverot-Tal im Westen von den Höhen des Mont de Grand’Combe (1040 m) und den Ausläufern der Rochers du Cerf (bis 1095 m) und im Südosten vom Bois du Couard (1024 m). Nach Süden erstreckt sich das Gemeindeareal über die Höhenzüge des Sommet des Ages bis auf den Mont Châteleu, auf dem mit 1300 m die höchste Erhebung von Grand’Combe-Châteleu erreicht wird. Diese Höhenzüge gehören zum Kettensystem der Montagne du Larmont und trennen das Val de Morteau vom Hochtal Vallée de la Brévine.
Zu Grand’Combe-Châteleu gehören neben dem eigentlichen Ort verschiedene Weiler und zahlreiche Einzelhöfe, darunter:
- Pont de la Roche (757 m) am Doubs im Val de Morteau am unteren Eingang in den Défilé du Coin de la Roche
- Les Cordiers (759 m) in der Talniederung des Théverot
- Morestans (807 m) an erhöhter Lage südlich der Ebene von Morteau
- Le Châlet (963 m) auf der Jurahochfläche südlich des Mont de Grand’Combe

Nachbargemeinden von Grand’Combe-Châteleu sind Les Gras im Süden, Pays-de-Montbenoît im Westen, Les Combes und Morteau im Norden, Montlebon im Osten sowie die schweizerischen Gemeinden Le Cerneux-Péquignot und La Brévine im äußersten Südosten.

## Geschichte
Das Gebiet von Grand’Combe-Châteleu wurde im 12. Jahrhundert von Mönchen des Cluniazenserpriorats von Morteau urbar gemacht. In der Folge gehörte Grand'Combe zur Herrschaft Morteau, die zunächst unter der Oberhoheit der Herren von Montfaucon, von 1325 bis 1507 unter derjenigen der Grafen von Neuenburg stand und danach der Franche-Comté angehörte. Zusammen mit der Franche-Comté gelangte das Dorf mit dem Frieden von Nimwegen 1678 an Frankreich. Bis Ende 1936 hieß die Gemeinde offiziell La Grand’Combe, danach wurde sie zwecks besserer Unterscheidbarkeit von weiteren Gemeinden desselben Namens in Grand’Combe-Châteleu umbenannt.

## Sehenswürdigkeiten
Die einschiffige Kirche Saint-Joseph wurde 1674 im klassischen Stil erbaut. Im Jahr 1767 wurde sie vergrößert, und der Glockenturm 1925 und 1976 restauriert. Sie besitzt eine reiche Ausstattung, darunter Verzierungen im Louis-XV-Stil und einen Altar aus dem 18. Jahrhundert. In der Ferme du Beugnon, einem Bauernhaus aus dem 17. Jahrhundert, befindet sich ein Museum, welches das bäuerliche und handwerkliche Leben im 19. Jahrhundert zeigt.

## Bevölkerung
| Jahr                       | 1962 | 1968 | 1975 | 1982 | 1990 | 1999 | 2006 | 2018 |
| Einwohner                  | 1086 | 1112 | 1124 | 1199 | 1301 | 1266 | 1341 | 1487 |
| Quellen: Cassini und INSEE |      |      |      |      |      |      |      |      |

Mit 1507 Einwohnern (Stand 1. Januar 2022) gehört Grand’Combe-Châteleu zu den kleineren Gemeinden des Départements Doubs. Nachdem die Einwohnerzahl in der ersten Hälfte des 20. Jahrhunderts stets im Bereich zwischen 830 und 950 Personen gelegen hatte, wurde von 1950 bis 1990 ein kontinuierliches Bevölkerungswachstum verzeichnet. Seither verblieb die Einwohnerzahl auf annähernd konstantem Niveau.

## Wirtschaft und Infrastruktur
Grand’Combe-Châteleu war bis ins 20. Jahrhundert hinein ein vorwiegend durch die Landwirtschaft (Viehzucht und Milchwirtschaft) und die Forstwirtschaft geprägtes Dorf. Schon früh spielte jedoch auch die Uhrmacherei eine Rolle. Daneben gibt es heute verschiedene Betriebe des Klein- und Mittelgewerbes, unter anderem in den Branchen Holz- und Nahrungsmittelverarbeitung. Viele Erwerbstätige sind auch Wegpendler, die in Morteau ihrer Arbeit nachgehen oder auch in den Schweizer Städten Le Locle und La Chaux-de-Fonds arbeiten.
Die Jurahöhen stellen ein beliebtes Wandergebiet dar. Im Winter eignen sie sich für den Skilanglauf. Für den alpinen Skisport steht am Nordabhang des Bois du Couard ein Skilift zur Verfügung.
Die Ortschaft liegt zwar abseits der größeren Durchgangsstraßen, ist aber verkehrstechnisch trotzdem gut erschlossen. Die Hauptzufahrt erfolgt von der Hauptstraße D437, welche Morteau mit Pontarlier verbindet. Weitere Straßenverbindungen bestehen mit Montlebon, Les Gras und Ville-du-Pont. An der Eisenbahnstrecke von Besançon nach Le Locle hatte Grand’Combe-Châteleu einen Bahnhof.